# Netzmessung
Eine Netzmessung wird in der Messtechnik zur Bildung eines Mittelwerts herangezogen. Sie ist die Ermittlung einer Messgröße in einem festgelegten Raster von Messpunkten.

## Hintergrund
Mithilfe einer Netzmessung soll ein Mittelwert der zu messenden Größe ermittelt werden. Dabei sind für jede einzelne Netzmessung Messquerschnitte zu bestimmen und im Anschluss Messpunkte im jeweiligen Messquerschnitt festzulegen. Die Anzahl der Messpunkte richtet sich nach Geometrie und Größe des Messquerschnitts.
Bei Emissionsmessungen werden Netzmessungen angewendet, um inhomogene Verteilungen der zu messenden Komponente im zu beprobenden Strömungskanal zu berücksichtigen. Bei partikelförmigen Luftverunreinigungen sind Emissionsmessungen immer als Netzmessung durchzuführen. Die Probenahme hat dann isokinetisch zu erfolgen. Ebenso bei Messquerschnitten, die mindestens 0,1 m2 betragen.